# Карунеш
Каруне́ш (хинди करूनेश, в переводе: сострадательный) — музыкант, исполняющий медитативную музыку в стиле нью-эйдж. Настоящее имя — Бруно Ройтер.

## Карьера
Родился в Кёльне (Германия) в 1956 году. С детства интересовался музыкой, однако выбрал карьеру графического дизайнера. Однажды попал в аварию на своём мотоцикле и на длительное время оказался в коме, что побудило его, выйдя из комы, переосмыслить свою жизнь и провести переоценку жизненных ценностей.
В 1979 году он поехал в ашрам Ошо в Пуну (Индия), где получил посвящение и взял себе новое духовное имя — Карунеш (Karunesh), означающее в переводе с санскрита «сострадание». Там он познакомился с Дойтером, Гови и Анугамой, после чего принял решение стать профессиональным музыкантом.
Возвратясь в Германию, в течение пяти лет жил в коммуне Раджниша в Гамбурге. Одновременно с этим развивался как музыкант, общаясь с другими музыкантами и создавая лёгкие, медитативные мелодии.
Музыка Карунеша имеет сильное восточное влияние, в первую очередь индийской народной музыки. Звучание современных синтезаторов сочетается в ней со звучанием нежных колокольчиков, а звучание флейт сочетается с пением птиц и журчанием воды. Также Карунеш использует традиционные индийские музыкальные инструменты (в первую очередь, ситар).
В 1984 году Карунеш выпустил свой первый альбом Sounds of the Heart («Звуки сердца»), который был встречен с успехом. Впоследствии выпустил ещё ряд альбомов, ставших классикой стиля «нью-эйдж». В настоящее время многие эзотерические группы (в частности, последователи Ошо) используют его мелодии в качестве фона для медитаций и тренингов.
С 1992 года живёт на Мауи (Гавайские острова).

## Дискография
Три музыкальных стиля, в которых работает Карунеш:
Meditation
- 1992 — Beyond Body & Mind Meditation
- 1994 — Heart Chakra Meditation
- 2009 — Heart Chakra Meditation II

New Age/Relaxation
- 1984 — Sounds Of The Heart
- 1987 — Colours Of Light
- 1989 — Sky’s Beyond
- 1990 — Heart Symphony
- 1998 — Secrets Of Life
- 2001 — Silent Heart
- 2001 — Zen Breakfast
- 2002 — The Way Of The Heart
- 2002 — Nirvana Cafe
- 2003 — Beyond Heaven
- 2010 — Beyond Time (Compilation)
- 2012 — Enchantment (Compilation)

World Fusion (см. фьюжн)
- 2000 — Global Spirit
- 2004 — Call Of The Mystic
- 2006 — Global Village
- 2006 — Joy Of Life
- 2008 — Enlightenment A Sacred Collection (Compilation)
- 2010 — Path of Compassion (Compilation)
- 2012 — Colors of the East
- 2016 — Sun Within